# PKO国会
PKO国会（ぴーけーおーこっかい）とは、PKO法案をめぐる国会審議のこと。法案審議は複数の国会に渡って行われたが、一般には激しい論戦の後成立にこぎつけた1992年通常国会を指す。

## 概要
1990年の湾岸戦争で、日本はアメリカ合衆国などの多国籍軍を支持して資金援助を行ったが、資金を出すだけの態度に、戦時中から戦後にかけてアメリカ・イギリスを中心に批判が巻き起こった。これをきっかけに、国際協調主義の流れに沿って、自由民主党政権（海部俊樹）が法案を提出した。
自衛隊海外派遣を「軍国主義の再来」と捉えた日本社会党や日本共産党、社会民主連合などは強硬に反対。逆に、民社党は積極的に賛成した。社会党はPKOを自衛隊とは別組織の文民に限定する代案を出し、1990年10月、自民・公明・民社の三党も、一度は同様の合意を行った。
しかし、自公民は社会党の助け無しに可決ができる見通しになると（参議院で自民党は過半数割れしているねじれ国会状態のため、法案可決には少なくとも公明・民社の協力を得る必要があった）、11月には自衛隊と別組織案を破棄し、当初の予定通り、自衛隊海外派遣を中心に据えた法案となった。当時民社党書記長だった米沢隆によると、三党同意は日本社会党外しの目的もあったという。
法案は、当時自民党幹事長だった小沢一郎が主導となり、公明党書記長の市川雄一、そして米沢の3人で毎晩話し合い、寿司屋やカラオケなどに各党のうるさ方を呼んで説得もした。そして、自公民三党のとりまとめに成功したという。
政権は宮澤喜一内閣に変わり、1991年11月27日に衆議院国際平和協力特別委員会で可決後本会議に送られ、1991年12月3日に衆議院本会議で可決したものの、継続審議となった。宮澤は国会体制を強化するために、国対委員長を自派の増岡博之から竹下派の梶山静六に交代し、同派のバックアップを得る。さらに、公明党が提案した「PKO5原則」を自民党が受け入れ、1992年6月8日に参議院本会議で修正案が可決。同年6月15日には衆議院本会議で参議院修正案が可決し、成立した。
この国会論戦で社会党は徹底抗戦し、共産党、社民連と共に徹底した牛歩戦術によって投票を議事妨害した。社会党衆議院議員137人全員が議員辞職届を出して、衆議院解散に追い込む作戦も行われたが、衆議院議長の櫻内義雄が、辞職届を受理しない対応をしたため頓挫。野党は国会で各個別閣僚への不信任決議案を衆議院に提出して採決を行うことによる議事を引き伸ばそうとしたが、与党は内閣信任決議を衆議院に提出、内閣の全閣僚を一括して信任することで対抗し、一事不再議の原則で、内閣信任後の個別閣僚への不信任決議提出を封ずるなどした。
法案成立直後、6月17日にガリ国連事務総長が「平和への課題」を発表した。日本やイギリスなどの意向通り、国連の軍事的能力の強化が提唱された内容であった。河辺一郎は、自公民はこの内容を察知して、法案成立に影響しないよう成立を急いだと主張している。直後に行われた第16回参議院議員通常選挙は実質的にPKO法への審判の機会となったが、与党自民党が3年前の敗北から大きく復調して改選過半数を確保、同法は信任された形となり、同年9月に法律に基づいて自衛隊カンボジア派遣が行われた。